# Ozren Bilušić
Ozren Bilušić (Bjelovar, 16. siječnja 1975.), 
hrvatski operni pjevač (bas-bariton)

## Životopis
Ozren Bilušić je rođen u Bjelovaru 16. siječnja 1975. godine. Nakon završene prirodoslovne-matematičke gimnazije i srednje Glazbene škole Vatroslava Lisinskog (klarinet), upisuje studij pjevanja na zagrebačkoj Muzičkoj akademiji u klasi profesorice Snježane Bujanović-Stanislav. 1995. je godine primljen u Operu Hrvatskoga narodnog kazališta u Zagrebu kao zborski pjevač-epizodist, a 2004. je postao solist opere. 

## Uloge u HNK Zagreb
- Kaplar francuske vojske – Kći pukovnije Gaetana Donizettija;
- Sciarrone – Tosca Giacoma Puccinija;
- Prvi strijelac – Hovanščina Modesta Petroviča Musorgskog;
- Varsonofjev – Hovanščina Modesta Petroviča Musorgskog;
- Dosifej – Hovanščina Modesta Petroviča Musorgskog;
- Ujak Bonzo – Madame Butterfly Giacoma Puccinija;
- Ferrando – Trubadur Giuseppea Verdija;
- Alapić – Nikola Šubić Zrinjski – Ivana pl. Zajca;
- Baron Douphol – Traviata Giuseppea Verdija;
- Markiz od Calatrave – Moć sudbine Giuseppea Verdija;
- Egipatski kralj – Aida Giuseppea Verdija;
- Requiem Giuseppea Verdija;
- Varlaam – Boris Godunov Modesta Petroviča Musorgskog;
- Betto – Gianni Schicchi Giacoma Puccinija;
- Il Talpa – Plašt Giacoma Puccinija;
- Stari Ciganin – Trubadur Giuseppea Verdija;
- Ivan Berestov – Lizinka Ivana pl. Zajca;
- Paolo Albiani – Simon Boccanegra Giuseppea Verdija;
- Stari redovnik – Don Carlos Giuseppea Verdija;
- Prvi radnik – Oganj Blagoja Berse;
- Action – Priča sa Zapadne strane Arthura Laurentsa, Leonarda Bernsteina i Stephena Sondheima;
- Hareb – Oceana Antonia Smareglie;
- Kućni sluga – Lady Macbeth Mcenskog okruga Dmitrija Dmitrijeviča Šostakoviča;
- Stablo – Dijete i čarolije Mauricea Ravela;
- Aufidijev sluga – Koriolan Stjepana Šuleka;
- Alcindor – La Bohème Giacoma Puccinija;
- Grof Monterone – Rigoletto Giuseppea Verdija;
- Alfio – Cavalleria rusticana Pietra Mascagnija;
- Komtur – Don Giovanni Wolfganga Amadeusa Mozarta;
- Samuel, urotnik – Krabuljni ples Giuseppea Verdija;
- Doktor Bartolo – Seviljski brijač Gioachina Rossinija;
- Tamničar/Thierry, sluga – Razgovori karmelićanki Francisa Poulenca;
- Zuniga – Carmen – Georgesa Bizeta;
- Talpa – Plašt Giacoma Puccinija;
- Prosjak – Mirjana Josipa Mandića;
- Mandarin – Turandot Giacoma Puccinija (konc. izvedba);
- Don Magnifico – Pepeljuga Gioachina Rossinija;
- Vokalni solist – Građanin plemić Jeana-Baptistea Poquelina – Molièra i Jeana-Baptistea Lullyja;
- Orlik – Mazepa Petra Iljiča Čajkovskoga.

## Uloge uHNK Split
- Alcindor – La Bohème Giacoma Puccinija;
- Paolo Albiani – Simon Boccanegra Giuseppea Verdija;
- Stari redovnik – Don Carlos Giuseppea Verdija;
- Doktor Bartolo – Seviljski brijač Gioachina Rossinija.

## Uloge uHNK I. pl. Zajca u Rijeci
- Betto – Gianni Schicchi Giacoma Puccinija;
- Fratar – Don Carlos Giuseppea Verdija;
- Veliki inkvizitor – Don Carlos Giuseppea Verdija.

## Zagrebačko kazalište lutaka
- Čarobna frula – lutkarska adaptacija

## Nagrade
- Nagrada Porin za najbolju izvedbu većeg komornog sastava ili zbora s instrumentalnom pratnjom, odnosno komornog ili simfonijskog orkestra za izvedbu Podnevne simfonije Borisa Papandopula, 2003.